# بيل أميس
بيل أميس (بالإنجليزية: Bill Amis)‏ مواليد 25 أكتوبر 1987 في أوكلاهوما سيتي، هو لاعب كرة سلة أمريكي. بدأ مسيرته الاحترافية في سنة 2011. يلعب في الدوري البلجيكي لكرة السلة الدرجة الأولى. يحمل الرقم 4. يبلغ طوله 6 قدم 9 بوصة (2.1 م). لعب مع نادي تارتو لكرة السلة في الدوري الإستوني الممتاز لكرة السلة.

## روابط خارجية
- بيل أميس على موقع كرة السلة الأوروبية.كوم (الإنجليزية)
- بيل أميس على موقع كلية كرة السلة في سبورتس رفرنس.كوم (الإنجليزية)
- بيل أميس على موقع ريلجم (الإنجليزية)
- بيل أميس على موقع بروبوليرز (الإنجليزية)
- بيل أميس على موقع سبورتس رفرنس (الإنجليزية)